# 製本技能士
製本技能士（せいほんぎのうし）とは、国家資格である技能検定制度の一種で都道府県知事（問題作成等は中央職業能力開発協会、試験の実施等は都道府県職業能力開発協会）が実施する、製本に関する学科及び実技試験に合格した者をいう。
なお職業能力開発促進法により、製本技能士資格を持っていないものが製本技能士と称することは禁じられている。1級合格者は職業訓練指導員 (製本科)の実技試験と学科試験の関連学科が免除され、2級合格者は実技試験が免除される。

## 区分
製本の中で書籍製本作業、雑誌製本作業、事務用品類製本作業に分かれる。

## 級別
書籍製本作業、雑誌製本作業、事務用品類製本作業ともに1級、2級の別がある。

## 試験内容

### 製本(製本作業)
- 1級

実技試験：A5判厚表紙丸背仕立て書籍の製本を行う。中身1冊、表紙1冊、完成品1冊を提出。試験時間＝5時間
学科試験：真偽法25問、多肢択一法25問。試験時間＝1時間40分
- 2級

実技試験：A5判紙表紙(小口折り表紙)あじろ折り仕立て書籍の製本を行う。試験時間＝4時間
学科試験：真偽法25問、多肢択一法25問。試験時間＝1時間40分